# Liopsetta
Ne doit pas être confondu avec Lyopsetta.
Genre
Synonymes
- Euchalarodus Gill, 1864[2]

Liopsetta est un genre de poissons plats originaires des océans septentrionaux.

## Liste d'espèces
Selon ITIS (7 août 2020) :
- Liopsetta glacialis (Pallas, 1776) (Plie arctique)
- Liopsetta pinnifasciata (Kner in Steindachner & Kner, 1870) (Plie lisse d'Extrême-Orient)
- Liopsetta putnami (Gill, 1864) - (Plie lisse américaine)

Pour le WoRMS cette dernière espèce doit être classée sous le taxon Pleuronectes putnami (Gill, 1864).